# Méribel-Centre
Méribel-Centre is een skidorp in het Franse wintersportgebied Méribel, deel van Les 3 Vallées. Het is het hoofddorp en commercieel centrum van het gelijknamige skigebied. Het bevindt zich tussen 1380 en 1700 meter boven zeeniveau op het grondgebied van de gemeente Les Allues in het departement Savoie. Het dorp werd samen met het skigebied ontwikkeld door de Schotse militair Peter Lindsay; de eerste bouwwerken verschenen eind jaren 1930. Méribel-Centre wordt gekenmerkt door chalets en appartementsgebouwen in Savoyaardse stijl. 
Méribel-Centre wordt ontsloten door de D90 vanaf Brides-les-Bains via Les Allues. Zo'n 5 kilometer verder bergopwaarts, ten zuiden, ligt Méribel-Mottaret. Ten noorden van Méribel-Centre ligt Méribel-Village. De D98 verbindt deze skidorpen met La Tania en Courchevel.